# Paracorymbia benjamini
Paracorymbia benjamini är en skalbaggsart. Paracorymbia benjamini ingår i släktet Paracorymbia och familjen långhorningar.

## Underarter
Arten delas in i följande underarter:
- P. b. benjamini
- P. b. ehdenensis